# Алтайское имя
Алтайское имя — имена, которые были в обиходе среди алтайцев в средние века, до конца XIX века. В настоящее время около половины алтайцев имеют русские имена.

## Традиция
С середины XIX в., когда некоторая часть алтайцев приняла христианство, у них стали распространяться русские имена, хотя одновременно с русским именем давалось и своё национальное имя. Официальным именем обычно было русское, а для домашнего употребления оставалось национальное.